# Campionati del mondo di atletica leggera 2019 - Getto del peso maschile
La specialità del getto del peso maschile dei campionati del mondo di atletica leggera 2019 si è svolta tra il 3 e il 5 ottobre allo Stadio internazionale Khalifa di Doha, in Qatar.

## Podio
| Pos.    | Atleta       | Nazionalità   | Prestazione |
| ------- | ------------ | ------------- | ----------- |
| Oro     | Joe Kovacs   | Stati Uniti   | 22,91 m     |
| Argento | Ryan Crouser | Stati Uniti   | 22,90 m     |
| Bronzo  | Tomas Walsh  | Nuova Zelanda | 22,90 m     |

## Situazione pre-gara

### Record
Prima di questa competizione, il record del mondo (RM) e il record dei campionati (RC) erano i seguenti.
| Record                | Prestazione | Atleta                   | Data                                    | Competizione  |
| --------------------- | ----------- | ------------------------ | --------------------------------------- | ------------- |
| Record mondiale       | 23,12 m     | Randy Barnes Stati Uniti | 20 maggio 1990 Los Angeles, Stati Uniti |               |
| Record dei campionati | 22,23 m     | Werner Günthör Svizzera  | 29 agosto 1987 Roma, Italia             | Mondiali 1987 |

### Campioni in carica
I campioni in carica a livello mondiale e olimpico erano:
| Campione | Atleta                    | Prestazione | Data                                   | Competizione         |
| -------- | ------------------------- | ----------- | -------------------------------------- | -------------------- |
| Olimpico | Ryan Crouser Stati Uniti  | 22,52 m     | 18 agosto 2016 Rio de Janeiro, Brasile | Giochi olimpici 2016 |
| Mondiale | Tomas Walsh Nuova Zelanda | 22,03 m     | 6 agosto 2017 Londra, Regno Unito      | Mondiali 2017        |

### La stagione
Prima di questa gara, gli atleti con le migliori tre prestazioni dell'anno erano:
| Pos. | Atleta                    | Prestazione | Data                                   |
| ---- | ------------------------- | ----------- | -------------------------------------- |
| 1    | Ryan Crouser Stati Uniti  | 22,74 m     | 20 aprile 2019 Long Beach, Stati Uniti |
| 2    | Darlan Romani Brasile     | 22,61 m     | 30 giugno 2019 Palo Alto, Stati Uniti  |
| 3    | Tomas Walsh Nuova Zelanda | 22,44 m     | 24 agosto 2019 Parigi, Francia         |

## Risultati

### Qualificazioni
Le qualifiche si sono tenute il 3 ottobre dalle ore 19:20.

Qualificazione: gli atleti che raggiungono i 20,90 m (Q) o le dodici migliori misure (q) si qualificano alla finale.
| Pos. | Gruppo | Nome                   | Nazionalità                 | 1ª prova | 2ª prova | 3ª prova | Misura  | Note                                     |
| ---- | ------ | ---------------------- | --------------------------- | -------- | -------- | -------- | ------- | ---------------------------------------- |
| 1    | A      | Tomas Walsh            | Nuova Zelanda               | 21.92    |          |          | 21,92 m | Q                                        |
| 2    | A      | Darlan Romani          | Brasile                     | 21.69    |          |          | 21,69 m | Q                                        |
| 3    | B      | Ryan Crouser           | Stati Uniti                 | 21.67    |          |          | 21,67 m | Q                                        |
| 4    | A      | Armin Sinančević       | Serbia                      | 20.48    | 21.51    |          | 21,51 m | Q,                                       |
| 5    | A      | Darrell Hill           | Stati Uniti                 | 21.25    |          |          | 21,25 m | Q                                        |
| 6    | A      | Konrad Bukowiecki      | Polonia                     | 21.16    |          |          | 21,16 m | Q                                        |
| 7    | B      | Jacko Gill             | Nuova Zelanda               | 21.12    |          |          | 21,12 m | Q                                        |
| 8    | A      | Tomáš Staněk           | Rep. Ceca                   | 20.43    | 20.73    | 21.02    | 21,02 m | Q                                        |
| 9    | B      | Filip Mihaljević       | Croazia                     | 21.00    |          |          | 21,00 m | Q                                        |
| 10   | A      | Tim Nedow              | Canada                      | 20.51    | 20.53    | 20.94    | 20,94 m | Q                                        |
| 11   | A      | Chukwuebuka Enekwechi  | Nigeria                     | 20.12    | 20.94    |          | 20,94 m | Q                                        |
| 12   | B      | Joe Kovacs             | Stati Uniti                 | 20.92    |          |          | 20,92 m | Q                                        |
| 13   | A      | Leonardo Fabbri        | Italia                      | x        | 20.75    | x        | 20,75 m |                                          |
| 14   | B      | Mostafa Amr Hassan     | Egitto                      | 20.23    | 20.55    | x        | 20,55 m |                                          |
| 15   | A      | Jakub Szyszkowski      | Polonia                     | 20.55    | x        | 19.85    | 20,55 m |                                          |
| 16   | B      | Michał Haratyk         | Polonia                     | 20.44    | 20.52    | 20.11    | 20,52 m |                                          |
| 17   | B      | Andrei Gag             | Romania                     | 20.50    | 18.91    | x        | 20,50 m |                                          |
| 18   | B      | Tajinderpal Singh Toor | India                       | 20.43    | x        | 19.55    | 20,43 m | Miglior prestazione personale stagionale |
| 19   | B      | Wictor Petersson       | Svezia                      | 20.31    | x        | x        | 20,31 m |                                          |
| 20   | B      | Mesud Pezer            | Bosnia ed Erzegovina        | 20.17    | x        | 19.55    | 20,17 m |                                          |
| 21   | A      | Eldred Henry           | Isole Vergini Britanniche   | 19.31    | x        | 20.13    | 20,13 m |                                          |
| 22   | A      | O'Dayne Richards       | Giamaica                    | 19.75    | 19.02    | 20.07    | 20,07 m |                                          |
| 23   | B      | Denzel Comenentia      | Paesi Bassi                 | x        | 20.03    | 19.64    | 20,03 m |                                          |
| 24   | B      | Orazio Cremona         | Sudafrica                   | x        | x        | 19.98    | 19,98 m |                                          |
| 25   | A      | Mohamed Magdi Hamza    | Egitto                      | x        | 19.91    | x        | 19,91 m |                                          |
| 26   | B      | Bob Bertemes           | Lussemburgo                 | x        | 19.40    | 19.89    | 19,89 m |                                          |
| 27   | B      | Asmir Kolašinac        | Serbia                      | 19.78    | x        | 19.86    | 19,86 m |                                          |
| 28   | A      | Maksim Afonin          | Atleti Neutrali Autorizzati | 19.76    | 19.55    | 19.82    | 19,82 m |                                          |
| 29   | B      | Franck Elemba          | Rep. del Congo              | 19.43    | 19.76    | 19.59    | 19,76 m | Miglior prestazione personale stagionale |
| 30   | A      | Ivan Ivanov            | Kazakistan                  | 19.57    | 19.73    | x        | 19,73 m |                                          |
| 31   | B      | Aleksandr Lesnoy       | Atleti Neutrali Autorizzati | 19.43    | 19.62    | x        | 19,62 m |                                          |
| 32   | B      | Francisco Belo         | Portogallo                  | 18.99    | x        | 19.52    | 19,52 m |                                          |
| 33   | A      | Kemal Mešić            | Bosnia ed Erzegovina        | 19.49    | 19.19    | 19.44    | 19,49 m |                                          |
| 34   | B      | Uziel Muñoz            | Messico                     | x        | x        | 19.06    | 19,06 m |                                          |
|      | A      | Kristo Galeta          | Estonia                     |          |          |          | dns     |                                          |

### Finale
La finale si è svolta il 5 ottobre alle ore 20:05.
| Pos.    | Nome                  | Nazionalità   | 1ª prova | 2ª prova | 3ª prova | 4ª prova | 5ª prova | 6ª prova | Misura  | Note                                                  |
| ------- | --------------------- | ------------- | -------- | -------- | -------- | -------- | -------- | -------- | ------- | ----------------------------------------------------- |
| Oro     | Joe Kovacs            | Stati Uniti   | 20.90    | 21.63    | 21.24    | 21.95    | 21.94    | 22.91    | 22,91 m | Record dei campionati · Miglior prestazione personale |
| Argento | Ryan Crouser          | Stati Uniti   | 22.36    | x        | 22.36    | 22.71    | x        | 22.90    | 22,90 m | Miglior prestazione personale                         |
| Bronzo  | Tomas Walsh           | Nuova Zelanda | 22.90    | x        | x        | x        | 22.56    | x        | 22,90 m | Record oceaniano                                      |
| 4       | Darlan Romani         | Brasile       | 21.61    | 22.53    | 22.03    | 22.13    | x        | x        | 22,53 m |                                                       |
| 5       | Darrell Hill          | Stati Uniti   | 20.58    | 21.38    | 21.65    | x        | 21.23    | x        | 21,65 m |                                                       |
| 6       | Konrad Bukowiecki     | Polonia       | 20.73    | 21.46    | x        | 20.36    | x        | x        | 21,46 m |                                                       |
| 7       | Jacko Gill            | Nuova Zelanda | 21.41    | 21.27    | 20.74    | x        | 21.01    | 21.45    | 21,45 m |                                                       |
| 8       | Chukwuebuka Enekwechi | Nigeria       | 21.18    | x        | 20.90    | 20.98    | 20.59    | 21.01    | 21,18 m |                                                       |
| 9       | Tim Nedow             | Canada        | x        | 20.50    | 20.85    |          |          |          | 20,85 m |                                                       |
| 10      | Tomáš Staněk          | Rep. Ceca     | 20.61    | 20.79    | 20.46    |          |          |          | 20,79 m |                                                       |
| 11      | Filip Mihaljević      | Croazia       | 20.33    | 20.38    | 20.48    |          |          |          | 20,48 m |                                                       |
|         | Armin Sinančević      | Serbia        | x        | x        | x        |          |          |          | nm      |                                                       |